# Арапонга руда
Арапонга руда (Procnias tricarunculatus) — вид горобцеподібних птахів родини котингових (Cotingidae).

## Поширення
Вид поширений у Коста-Риці, Панамі, Нікарагуа та Гондурасі. Це висотний мігрант. Під час сезону розмноження живе у верхній і середній частинах вологих гірських лісів на висоті від 1200 до 2100 м. Поза періодом розмноження може підніматися до 3000 метрів над рівнем моря і опускатися в низовини на висоті 600 метрів, відвідуючи вторинні ліси, високі дерева на напіввідкритих ділянках поблизу більших лісів.

## Опис
Птах завдовжки від 26 до 31 см. Оперення самця яскраво-рудо-червонувато-буре, з білою головою, шиєю, потилицею, верхньою частиною спини та грудьми, а навколо очей є чорнувата смуга. Він має три довгі м’ясисті чорні бороди, які звисають з основи дзьоба. Самиці дрібніші, борідки не мають; оперення спини оливкове, з жовтуватими полями на пір'ї; низ жовтуватий з оливково-зеленими смугами.

## Спосіб життя
Харчується фруктами. Самець є територіальним і на своїй території він починає залицяння з кількох пісень і злітає між двома гілками на відстані від 2 до 5 м, і сідає, співаючи, на кінці гілки, де знаходиться самиця, на певній відстані від неї; потім самець перелітає збоку над самицею, а самиця ходить збоку по гілці і розташовується там, де був самець, який сідає на місце, де була вона, щоб потім спаровуватися. Гніздо будує самиця.